# モハーヴェ・エアロスペース・ベンチャーズ
モハーベ・エアロスペース・ベンチャーズ（英語: Mojave Aerospace Ventures (MAV)）は、Tier Oneプロジェクトからの商業的スピンオフをするためにポール・アレンとバート・ルータンによって設立された会社。Tier Oneから生じる知的財産をアレン（過半数の株主）とルータンのスケールド・コンポジッツが所有している。2004年には、宇宙旅行の弾道宇宙船であるヴァージン宇宙船を開発するためにヴァージン・ギャラクティックとの契約に署名した。その後、ヴァージン・グループとスケールド・コンポジッツは宇宙船を製造するためにジョイントベンチャーのスペースシップ・カンパニーを設立した。

## 会社
モハーベ・エアロスペース・ベンチャーズは、Tier Oneの資金調達のためアレンとルータンの間の取引の基礎になっている。同社は、特許など、Tier Oneプロジェクトのすべての知的財産を所有、管理しています。Tier Oneの唯一の資金源であるアレンは、過半数の所有者です。技術を開発したルタンは少数株主。これは、2007年の時点でノースロップ・グラマンが所有しているTier One、スケールド・コンポジッツに通常関連付けられている会社とは対照的である。モハーベ・エアロスペース・ベンチャーズは、アレンのバルカン・エアロスペースの一部でもある。